# East Tawas
East Tawas – miasto w Stanach Zjednoczonych, w stanie Michigan, w hrabstwie Iosco.